# Oosterse rupsvogel
De oosterse rupsvogel (Coracina javensis) is een zangvogel uit de familie Campephagidae (rupsvogels). Eerder werden de meeste ondersoorten van deze soort gerekend tot de grote rupsvogel (C. macei).

## Verspreiding en leefgebied
Deze vogel komt voor van noordelijk Pakistan tot oostelijk China en Zuidoost-Azië. Er zijn zes ondersoorten:
- C. j. javensis: Java en Bali.
- C. j. nipalensis: van noordelijk Pakistan tot noordoostelijk India en Bangladesh.
- C. j. andamana: Andamanen.
- C. j. siamensis: Myanmar en van zuidelijk China tot Thailand en zuidelijk Indochina.
- C. j. larvivora: Hainan.
- C. j. rexpineti: zuidoostelijk China, Taiwan, noordelijk Laos en noordelijk Vietnam.

## Status
De grootte van de populatie is niet gekwantificeerd maar de soort wordt omschreven als wijdverspreid en vrij algemeen. Op de Rode lijst van de IUCN heeft deze soort de status niet bedreigd.